# کوین گال
کوین گال (انگلیسی: Kevin Gall؛ زادهٔ ۴ فوریهٔ ۱۹۸۲ بازیکن فوتبال اهل بریتانیا است.
از باشگاه‌هایی که در آن بازی کرده‌است می‌توان به باشگاه فوتبال گایزلی، باشگاه فوتبال بریستول راورز، باشگاه فوتبال یئوویل تاون، باشگاه فوتبال وورکینگتون ای. اف. سی، باشگاه فوتبال کاردیف سیتی، باشگاه فوتبال دارلینگتون، اف‌سی دالاس، باشگاه فوتبال یورک سیتی، باشگاه فوتبال ورکسام، باشگاه فوتبال پورت ویل، باشگاه فوتبال لینکولن سیتی، و باشگاه فوتبال کارلایل یونایتد اشاره کرد.
وی همچنین در تیم‌های ملی فوتبال زیر ۲۱ سال ولز بازی کرده‌است.